# Bangladeschische Cricket-Nationalmannschaft in Neuseeland in der Saison 2009/10
Die Tour der bangladeschischen Cricket-Nationalmannschaft nach Neuseeland in der Saison 2009/10 fand vom 3. bis zum 19. Februar 2010 statt. Die internationale Cricket-Tour war Teil der internationalen Cricket-Saison 2009/10 und umfasste ein Test Match, drei ODIs und ein Twenty20. Neuseeland gewann die ODI-Serie 3-0, das Test Match und das Twenty20.

## Vorgeschichte
Neuseeland bestritt zuvor eine Tour gegen Pakistan, Bangladesch gegen Indien. Das letzte Aufeinandertreffen der beiden Mannschaften bei einer Tour fand in der Saison 2008/09 in Bangladesch statt.

## Stadien
Für die Tour wurden folgende Stadien als Austragungsorte vorgesehen und am 7. September 2009 bekanntgegeben.
| Stadion         | Stadt        | Kapazität | Spiele          |
| --------------- | ------------ | --------- | --------------- |
| AMI Stadium     | Christchurch | 38.628    | 3. ODI          |
| University Oval | Dunedin      | 6.000     | 2. ODI          |
| Seddon Park     | Hamilton     | 10.000    | 1. T20; 1. Test |
| McLean Park     | Napier       | 22.500    | 1. ODI          |

## Kaderlisten
Neuseeland benannte seine Limited-Overs-Kader am 25. Januar und seinen Test-Kader am 10. Februar 2010.
Bangladesch benannte seinen Kader am 27. Januar 2010.
| Test | Test | ODI | ODI | Twenty20 | Twenty20 |
| Neuseeland | Bangladesch | Neuseeland | Bangladesch | Neuseeland | Bangladesch |
| --- | --- | --- | --- | --- | --- |
| - Daniel Vettori (K) - Neil Broom - Martin Guptill - Peter Ingram - Chris Martin - Brendon McCullum (wk) - Tim McIntosh - Andy McKay - Jeetan Patel - Ross Taylor - Daryl Tuffey - BJ Watling | - Shakib Al Hasan (K) - Mushfiqur Rahim (vK & wk) - Abdur Razzak - Aftab Ahmed - Imrul Kayes - Junaid Siddique - Mahmudullah - Mohammad Ashraful - Naeem Islam - Nazmul Hossain - Rubel Hossain - Raqibul Hasan - Shafiul Islam - Shahadat Hossain - Tamim Iqbal | - Daniel Vettori (K) - Neil Broom - Ian Butler - James Franklin - Martin Guptill - Peter Ingram - Brendon McCullum (wk) - Andy McKay - Jacob Oram - Tim Southee - Ross Taylor - Daryl Tuffey | - Shakib Al Hasan (K) - Mushfiqur Rahim (vK & wk) - Abdur Razzak - Aftab Ahmed - Imrul Kayes - Junaid Siddique - Mahmudullah - Mashrafe Mortaza - Mohammad Ashraful - Naeem Islam - Nazmul Hossain - Raqibul Hasan - Rubel Hossain - Shafiul Islam - Shahadat Hossain - Tamim Iqbal | - Daniel Vettori (K) - Ian Butler - James Franklin - Martin Guptill - Gareth Hopkins (wk) - Peter Ingram - Brendon McCullum (wk) - Nathan McCullum - Jacob Oram - Tim Southee - Ross Taylor - Daryl Tuffey | - Shakib Al Hasan (K) - Mushfiqur Rahim (vK & wk) - Abdur Razzak - Aftab Ahmed - Imrul Kayes - Junaid Siddique - Mahmudullah - Mashrafe Mortaza - Mohammad Ashraful - Naeem Islam - Nazmul Hossain - Raqibul Hasan - Rubel Hossain - Shafiul Islam - Shahadat Hossain - Tamim Iqbal |

## Twenty20 International in Hamilton
| 3. Februar Scorecard | Hamilton | Bangladesch 78 (17.3)             | – | Neuseeland 79-0 (8.2) |
|                      |          | Neuseeland gewinnt mit 10 Wickets |   |                       |

## One-Day Internationals

### Erstes ODI in Napier
| 5. Februar Scorecard | Napier | Neuseeland 336-9 (50)           | – | Bangladesch 190 (43.5) |
|                      |        | Neuseeland gewinnt mit 146 Runs |   |                        |

### Zweites ODI in Dunedin
| 8. Februar Scorecard | Dunedin | Bangladesch 183-8 (50)           | – | Neuseeland 185-5 (27.3) |
|                      |         | Neuseeland gewinnt mit 5 Wickets |   |                         |

### Drittes ODI in Christchurch
| 11. Februar Scorecard | Christchurch | Bangladesch 241-9 (50)           | – | Neuseeland 244-7 (44.5) |
|                       |              | Neuseeland gewinnt mit 3 Wickets |   |                         |

## Test Match in Hamilton
| 15. – 19. Februar Scorecard | Hamilton | Neuseeland 553-7d (135) & 258-5d (71) | – | Bangladesch 408 (97.3) & 282 (76) |
|                             |          | Neuseeland gewinnt mit 121 Runs       |   |                                   |

## Statistiken
Die folgenden Cricketstatistiken wurden bei dieser Tour erzielt.
| Test                 | Test        | Test    | Test    | Test    | Test    | Test    | Test    | Test    |
| Batting              | Batting     | Batting | Batting | Batting | Batting | Batting | Batting | Batting |
| Spieler              | Mannschaft  | Spiele  | Innings | Runs    | Average | HS      | 100s    | 50s     |
| -------------------- | ----------- | ------- | ------- | ------- | ------- | ------- | ------- | ------- |
| Martin Guptill       | Neuseeland  | 1       | 2       | 245     | 245,00  | 189     | 1       | 1       |
| Brendon McCullum     | Neuseeland  | 1       | 2       | 204     | 204,00  | 185     | 1       | 0       |
| Shakib Al Hasan      | Bangladesch | 1       | 2       | 187     | 93,50   | 100     | 1       | 1       |
| Mohammad Mahmudullah | Bangladesch | 1       | 2       | 157     | 78,50   | 115     | 1       | 0       |
| Tamim Iqbal          | Bangladesch | 1       | 2       | 98      | 49,00   | 68      | 0       | 1       |
| Bowling              |             |         |         |         |         |         |         |         |
| Spieler              | Mannschaft  | Spiele  | Overs   | Wickets | Average | BBI     | 5W      | 10W     |
| Daniel Vettori       | Neuseeland  | 1       | 52.3    | 5       | 33,60   | 3/88    | 0       | 0       |
| Rubel Hossain        | Bangladesch | 1       | 41      | 5       | 42,00   | 5/166   | 1       | 0       |
| Tim Southee          | Neuseeland  | 1       | 27      | 4       | 25,75   | 3/41    | 0       | 0       |
| Chris Martin         | Neuseeland  | 1       | 37      | 4       | 41,00   | 3/116   | 0       | 0       |
| Daryl Tuffey         | Neuseeland  | 1       | 30      | 3       | 39,00   | 2/84    | 0       | 0       |

| ODIs            | ODIs        | ODIs    | ODIs    | ODIs    | ODIs    | ODIs    | ODIs    | ODIs    |
| Batting         | Batting     | Batting | Batting | Batting | Batting | Batting | Batting | Batting |
| Spieler         | Mannschaft  | Spiele  | Innings | Runs    | Average | HS      | 100s    | 50s     |
| --------------- | ----------- | ------- | ------- | ------- | ------- | ------- | ------- | ------- |
| Imrul Kayes     | Bangladesch | 3       | 3       | 143     | 47,66   | 101     | 1       | 0       |
| Ross Taylor     | Neuseeland  | 3       | 3       | 132     | 44,00   | 78      | 0       | 2       |
| Martin Guptill  | Neuseeland  | 3       | 3       | 125     | 41,66   | 91      | 0       | 1       |
| Peter Ingram    | Neuseeland  | 3       | 3       | 122     | 40,66   | 69      | 0       | 1       |
| Mushfiqur Rahim | Bangladesch | 3       | 3       | 98      | 32,66   | 86      | 0       | 1       |
| Bowling         |             |         |         |         |         |         |         |         |
| Spieler         | Mannschaft  | Spiele  | Overs   | Wickets | Average | BBI     | 5W      | 10W     |
| Shafiul Islam   | Bangladesch | 3       | 25      | 7       | 23,28   | 4/68    | 0       | 0       |
| Daniel Vettori  | Neuseeland  | 3       | 30      | 6       | 16,66   | 3/33    | 0       | 0       |
| Andy McKay      | Neuseeland  | 3       | 26      | 5       | 21,00   | 2/17    | 0       | 0       |
| Shakib Al Hasan | Bangladesch | 3       | 22      | 5       | 21,60   | 4/33    | 0       | 0       |
| Tim Southee     | Neuseeland  | 2       | 17      | 3       | 23,66   | 3/37    | 0       | 0       |
| Jacob Oram      | Neuseeland  | 3       | 22      | 3       | 26,66   | 2/33    | 0       | 0       |
| Ian Butler      | Neuseeland  | 2       | 18      | 3       | 33,66   | 3/43    | 0       | 0       |
| Rubel Hossain   | Bangladesch | 2       | 19.3    | 3       | 41,00   | 2/68    | 0       | 0       |

| Twenty20         | Twenty20    | Twenty20 | Twenty20 | Twenty20 | Twenty20 | Twenty20 | Twenty20 | Twenty20 |
| Batting          | Batting     | Batting  | Batting  | Batting  | Batting  | Batting  | Batting  | Batting  |
| Spieler          | Mannschaft  | Spiele   | Innings  | Runs     | Average  | HS       | 100s     | 50s      |
| ---------------- | ----------- | -------- | -------- | -------- | -------- | -------- | -------- | -------- |
| Brendon McCullum | Neuseeland  | 1        | 1        | 56       |          | 56*      | 0        | 1        |
| Peter Ingram     | Neuseeland  | 1        | 1        | 20       |          | 20*      | 0        | 0        |
| Raqibul Hasan    | Bangladesch | 1        | 1        | 18       | 18,00    | 18       | 0        | 0        |
| Tamim Iqbal      | Bangladesch | 1        | 1        | 14       | 14,00    | 14       | 0        | 0        |
| Aftab Ahmed      | Bangladesch | 1        | 1        | 12       | 12,00    | 12       | 0        | 0        |
| Bowling          |             |          |          |          |          |          |          |          |
| Spieler          | Mannschaft  | Spiele   | Overs    | Wickets  | Average  | BBI      | 5W       | 10W      |
| Daniel Vettori   | Neuseeland  | 1        | 4        | 3        | 2,00     | 3/6      | 0        | 0        |
| Nathan McCullum  | Neuseeland  | 1        | 4        | 2        | 7,50     | 2/15     | 0        | 0        |
| Jacob Oram       | Neuseeland  | 1        | 2.3      | 2        | 8,00     | 2/16     | 0        | 0        |
| Daryl Tuffey     | Neuseeland  | 1        | 4        | 2        | 8,00     | 2/16     | 0        | 0        |
| James Franklin   | Neuseeland  | 1        | 1        | 1        | 8,00     | 1/8      | 0        | 0        |

## Player of the Match
Als Player of the Match wurden die folgenden Spieler ausgezeichnet.
| Spiel   | Player of the Match |
| ------- | ------------------- |
| 1. Test | Martin Guptill      |
| 1. ODI  | Jacob Oram          |
| 2. ODI  | Ross Taylor         |
| 3. ODI  | Martin Guptill      |
| 1. T20  | Daniel Vettori      |